# CSG Augustinus
De CSG Augustinus (voorheen Augustinuscollege) is een protestants-christelijke school voor voortgezet onderwijs, gevestigd aan de rand van het stadscentrum van Groningen voor de niveaus mavo (theoretische leerweg), havo, atheneum en atheneum-extra, en is onderdeel van de Christelijke Scholengemeenschap Groningen. De school is vernoemd naar de kerkvader Augustinus, die leefde van 354 tot 430 A.D. Het college heeft ruim 1250 leerlingen (2016).
Het gebouw aan de Admiraal de Ruyterlaan is in 1958 gebouwd en bestond toen alleen nog uit de H-vleugel en de A-vleugel, en mogelijk de C-vleugel. Het is nu nog steeds origineel, terwijl er in de tussentijd ook nog extra lokalen zijn bijgebouwd (de B-vleugel). De A vleugel heeft een maximum van acht leslokalen per verdieping, en bestaat uit twee verdiepingen, net als H en C vleugel.
De B-vleugel die in de jaren 70 is aangebouwd, heeft ook een maximum van acht lokalen over vier verdiepingen.